# Margalida Font Aguiló
Margalida Font Aguiló (Mallorca, 13 de març de 1957) és una mestra i política mallorquina, senadora per Eivissa en la IX legislatura i diputada al Parlament de les Illes Balears en la VIII legislatura.

## Biografia
Establida a Formentera, durant anys treballà com a mestra de religió en l'Institut d'Educació Secundària Marc Ferrer de Formentera. En el curs 2006/07 abandó la docència per dedicar-se a la vida política i presentar-se a les eleccions al Parlament de les Illes Balears de 2007 dins les llistes del PSIB-PSOE. El 9 de juliol de 2007 fou nomenada consellera de benestar social i joventut del primer Consell Insular de Formentera gràcies a un acord entre el PSIB-PSOE i Gent per Formentera.
El 28 de gener de 2011 es produí una reestructuració del consell i Margalida Font es convertia en la segona vicepresidenta Segona i Consellera de Benestar Social i Infraestructures del Consell Insular de Formentera després de la desaparició de l'actual Conselleria.
El 22 de març de 2011 va prendre possessió com a Senadora d'Eivissa i Formentera gràcies al pacte electoral que el PSOE i ExC van arribar, on pactaven que Pere Torres Torres “Cassetes” ocupés l'escó durant tres anys i ella, com a substituta, l'últim any de legislatura, el 26 de setembre de 2011 el Senat va ser dissolt per la convocatòria anticipada de les eleccions generals espanyoles de 2011.
El 20 de novembre es presentà com la primera suplent al Senat amb el PSOE. Però després de les eleccions al Parlament de les Illes Balears de 2011 l'Agrupació Insular Socialista de Formentera arriba a un acord de govern amb el partit Gent per Formentera que governava en minoria el Consell Insular de Formentera, per formar govern amb la condició que Margalida substituís Jaume Ferrer (president del Consell) com a diputat per Formentera al Parlament de les Illes Balears, pels tres anys restant de legislatura.
Després de les eleccions al Parlament de les Illes Balears de 2015 es va mantenir com a membre del Consell Insular de Formentera fins que el juliol de 2015 fou nomenada directora general de Relacions Institucionals i Acció Exterior de la conselleria balear de Presidència.